# Hernandia cubensis
Hernandia cubensis är en tvåhjärtbladig växtart som beskrevs av August Heinrich Rudolf Grisebach. Hernandia cubensis ingår i släktet Hernandia och familjen Hernandiaceae. Inga underarter finns listade i Catalogue of Life.